# Sangwŏn-gun
Sangwŏn-gun é uma das 19 regiões administrativas de Pyongyang, capital da Coreia do Norte.